# III bitwa pod Chattanoogą
III bitwa pod Chattanoogą – starcie zbrojne, które miało miejsce w stanie Tennessee w dniach 23–25 listopada 1863 r. w trakcie amerykańskiej wojny secesyjnej pomiędzy wojskami Unii pod dowództwem Ulyssesa S. Granta a Konfederatami dowodzonymi przez Braxtona Bragga. Zwycięstwo zapewniło wojskom Północy dalszy marsz w kierunku południowym. Siły Unii składały się z 70 000 żołnierzy, natomiast Konfederaci mieli 37 000 ludzi.

## Przed bitwą
Po przegranej bitwie nad Chickamaugą wojska Unii pod dowództwem Williama Rosecransa rozpoczęły odwrót do Chattanoogi. W ślad za wycofującym się przeciwnikiem ruszyły oddziały Braxtona Bragga. Celem południowców było oblężenie miasta i wygłodzenie stacjonujących tam żołnierzy wojsk federalnych. Pochód południowców był jednak na tyle wolny, że unioniści zdołali przygotować obronę. Południowcy rozlokowali się na wzgórzach Missionary Ridge i wiszącą nad miastem Lookout Mountain, z których mogli kontrolować miasto, rzekę i drogi zaopatrzeniowe wojsk Północy, zmuszonych do szukania nowych szlaków zaopatrzeniowych. W celu uniknięcia drugiej porażki wojska federalne należało wzmocnić. 17 października głównodowodzącym wojsk Unii na zachodzie mianowano Ulyssesa S. Granta. Zdymisjonował on Rosecransa, mianując na jego miejsce bohatera spod Chickamaugi George’a Thomasa, któremu polecił wymarsz w kierunku Chattanoogi. W trakcie przygotowań do wymarszu jeden z inżynierów wojskowych William F. „Baldy” Smith wpadł na pomysł usprawnienia dróg zaopatrzeniowych dla miasta. Plan ten zwany „Cracker Line” wskazywał drogę przez rzekę 
Tennessee, zapewniającą dostawy do miasta.
Gdy tylko generał James Longstreet zdecydował się zaatakować siły Ambrose’a E. Burnside’a pod Knoxville, a w połowie listopada cztery dywizje pod wodzą 
Williama T. Shermana nadciągneły w rejon Chattanoogi, wojska Północy ruszyły do ofensywy. Dnia 23 listopada wojska federalne przełamały słaby front wojska Thomasa w połowie drogi do Missionary Ridge.

## Bitwa

### Pierwszy dzień bitwy
Plan ataku Unionistów przewidywał atak na flanki Konfederatów przez wojska Hookera z lewej i oddziały Shermana z prawej strony. Nad ranem 24 listopada 3 dywizje zaatakowały południowców. Dzięki odkryciu nieobsadzonego wąwozu pomiędzy wzgórzami a rzeką, siły Północy uderzyły na Lookout Mountain, spychając z niego Konfederatów. Dopiero gęsta mgła przerwała walkę w tym miejscu zwaną odtąd „bitwą wśród chmur”. Koło godz. 15 wstrzymano walki całkowicie, gdyż Unionistom zabrakło amunicji, a gęsta mgła uniemożliwiała widoczność. Bragg wycofał swoje siły z powrotem w kierunku Missionary Ridge. Wojska Hookera obsadziły Lookout Mountain tracąc w tym ataku około 500 ludzi.
Dywizje Shermana tymczasem przekroczyły rzekę i zajęły stanowiska na jednym ze wzniesień Missionary Ridge, odgrodzonym wąwozem od głównego masywu. W tym dniu nie doszło już do żadnych walk na prawej flance Konfederatów. Przerwę w walkach wykorzystał Bragg na wzmocnienie swoich sił dywizją Patricka Cleburne’a.

### Drugi dzień bitwy
Rankiem 25 listopada dywizje Shermana ponownie uderzyły na Missionary Ridge, zostały jednak odparte przez wojska Cleburne’a. Także atak sił Hookera na lewe skrzydło przeciwnika został odparty, gdyż siły Bragga zniszczyły uprzednio most na Chattanooga Creek. Po południu Grant doszedł do wniosku, że jego plan nie powiódł się. Wydał Thomasowi rozkaz zaatakowania pierwszej linii okopów konfederackich. Chciał tym samym zapobiec wzmocnieniu posiłkami sił Cleburne’a. Armmia Thomasa w sile 23 000 ludzi (4 dywizje) miała zaatakować frontalnie. Oddziały, rozstawione w linii 3 kilometrów zmuszone były przemaszerować przez wolne pole w kierunku okopów wroga. Atak powiódł się i Unioniści pomimo niewielkich szans osiągnęli linię obrony Konfederatów. Ci w panice skierowali się w górę Missionary Ridge, w kierunku 2 i 3 linii okopów. Wojska Thomasa nie czekały na dalsze rozkazy, ścigając Konfederatów. W pościgu brały udział początkowo pojedyncze kompanie, później całe regimenty Unionistów. Na pytanie generała Granta, który wydał taki rozkaz, Thomas odrzekł, że nie był to on. Wojska Północy zdobyły w końcu wzgórze zmuszając południowców do odwrotu. Dalszy pościg za Konfederatami został jednak skutecznie powstrzymany przez dywizję Cleburne’a.

## Po bitwie
Po stronie wojsk Unii, mówiło się o „cudzie na Missionary Ridge”, jednak sukces przypieczętował frontalny atak na słabo obsadzone stanowiska południowców. Dużym ułatwieniem w zdobyciu wzgórza była też paniczna ucieczka obrońców pierwszej linii konfederackich, których żołnierze w znacznym stopniu wstrzymywali ostrzał z drugiej i trzeciej linii obrońców, nie chcących strzelać do własnych wojsk.
Armia Tennessee wycofała się po bitwie 45 km na południe w kierunku Atlanty. Pod koniec roku Prezydent Davis na życzenie samego Bragga zastąpił go Josephem E. Johnstonem na stanowisku dowodzenia. Longstreet, który w dniu 29 listopada zaatakował Knoxville również nie odniósł poważniejszego sukcesu. Dla Ulyssesa S. Granta bitwa pod Chattanoogą była ostatnim zwycięstwem na zachodzie. W roku 1864 mianowano go głównodowodzącym wszystkich sił Północy, jego zastępcą na zachodnim froncie został mianowany William T. Sherman.

### Straty przeciwników
- wojska Unii – 5 815 ludzi
- wojska Konfederatów – 6 670 ludzi